# 危宿增二
危宿增二（飛馬座4），又名BD+05 4834，HD 205924、SAO 126956、HR 8270，是飛馬座的一颗恒星，视星等为5.67，位于銀經60.76，銀緯-32.96，其B1900.0坐标为赤經21h 33m 31.4s，赤緯+5° -32.96′ 13″。